# مفهوم

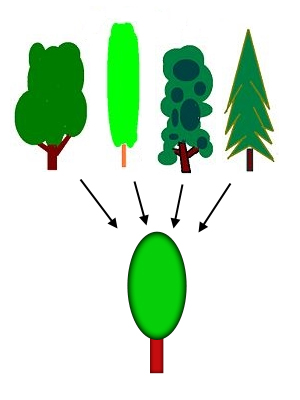

المفهوم (الجمع: مَفَاهِيم) هو فكرة مجردة تمثل الخصائص الأساسية للشيء الذي تمثله. يمكن أن تنشأ المفاهيم ضمن إطار التجريد أو التعميم، أو كنتيجة للتحولات التي تطرأ على الأفكار القائمة. هذا المفهوم يتجسد من خلال جميع الحالات الفعلية أو المحتملة سواء كانت هذه الاشياء في العالم الحقيقي أو أفكار خيالية. يتعامل مع المفاهيم في الكثير من التخصصات ان لم يكن معظمها، مثل علم اللغة وعلم النفس والفلسفة والعمارة وغيرها، وبشكل ضمني كما هو الحال في الرياضيات، والفيزياء.
المفهوم في الاستعمال غير الرسمي هي كلمة غالبا ما تعني أي فكرة فقط، ولكن رسميا يحتوي المفهوم على عنصر التجريد، ثم تخزن هذه المفاهيم في الذاكرة الطويلة الأمد.
في علم الميتافيزيقا وخصوصا علم الوجود، المفهوم هو الفئة الأساسية من الوجود، وفي الفلسفة المعاصرة هناك ثلاثة طرق سائدة على الأقل لفهم ما هو المفهوم:
- مفاهيم التمثيل العقلي، حيث المفاهيم هي التوجهات التي توجد في الدماغ «الاشياء العقلية».
- مفاهيم القدرات، حيث المفاهيم قدرات غريبة تتعلق بالإدراك «الحالات الذهنية».
- مفاهيم الحواس، حيث المفاهيم هي كائنات مجردة، بدلا من الاشياء العقلية والحالات الذهنية.

وحسب التنظيم الهرمي فإن المفاهيم تأتي في المستوى الأعلى ثم تأتي الفئات العامة في المستوى الأوسط، وفي المستوى السفلي تأتي الفئات الفرعية مثل أثاث وكرسي وكرسي مريح.

## نظريات بارزة حول بنية المفاهيم

### النظرية الكلاسيكية
النظرية الكلاسيكية للمفاهيم، ويُشار إليها باسم النظرية التجريبية للمفاهيم أيضًا، هي أقدم نظرية تتناول بنية المفاهيم (ومن الممكن أن تُنسَب إلى أرسطو)، واستمر الاعتقاد بها بوضوح حتى سبعينيات القرن العشرين. تنص النظرية الكلاسيكية للمفاهيم على أن للمفاهيم بنية تعريفية. عادة ما تأخذ التعاريف المناسبة لهذا النوع والمطلوبة من قبل هذه النظرية شكل قائمة من المميزات، وعلى هذه الميزات أن تتمتع بصفتين مهمتين لتقديم تعريف مفهوم. على الميزات المطلوبة لتعريف المفهوم أن تكون ضرورية وكافية لتنتمي إلى مجموعة الأشياء التي يغطيها التعريف. تُعتبر الميزة أمرًا ضروريًا في حال تمتع بها كل عضو في الفئة المعنية، وتُعتبر كافية إن احتوى شيء  ما على جميع الأجزاء التي يطلبها التعريف. على سبيل المثال، تُعرَّف كلمة العازب بكلمتين هما غير متزوج ورجل. يُعتبر كيان ما عازبًا (وفقًا لهذا التعريف) إذا وفقط إذا كان غير متزوج ورجلًا. ولتحديد انتماء شيء ما إلى الفئة، عليك مقارنة خصائصه بالميزات الواردة في التعريف. إحدى الأفكار الرئيسية الأخرى في هذه النظرية هي أنها تخضع لقانون الثالث المرفوع، الذي ينص على عدم وجود انتماء جزئي لعضو ما إلى فئة ما، فإما أن ينتمي إليها أو لا ينتمي.
استمرت النظرية الكلاسيكية مدة طويلة دون أن يُشكك فيها لأنها بدت صحيحة بشكل حدسي وتمتعت بقوة تفسيرية كبيرة. إذ يإمكانها شرح كيفية اكتساب المفاهيم، وكيفية استخدامها في التصنيف، وكيفية استخدام بنية المفهوم لتحديد الفئة التي يشير إليها. في الواقع، بقيت النظرية أحد النشاطات الرئيسية في الفلسفة- قسم تحليل المفاهيم لسنوات عديدة. تحليل المفهوم هو عبارة عن محاولة لتوضيح الشروط الضرورية والكافية للعضوية في فئة المفهوم المشار إليه. على سبيل المثال، استكشف كتاب «زمن غير متغير» (بالإنجليزية: Time Without Change) الكلاسيكي لمؤلفه سيدني شوميكر احتمال أن يشمل مرور الوقت اللحظات غير المتغيرة، على الرغم من أن التغيير يُعتبر أحد التعاريف الخاصة بالوقت.

### نقاشات ضد النظرية الكلاسيكية
باعتبار أن معظم نظريات المفاهيم اللاحقة جاءت نتيجة لرفض بعض أجزاء النظرية الكلاسيكية أو رفضها بالكامل، يبدو أنه من الملائم أخذ ما قد يكون خاطئًا في هذه النظرية بعين الاعتبار. في القرن العشرين، ناقش فلاسفة مثل لودفيغ فيتنغشتاين وإليانور روش أفكارًا ضد النظرية الكلاسيكية. توجد ستة محاور جدلية رئيسية يمكن تلخيصها على الشكل التالي:
- يبدو أنه لا توجد تعريفات ببساطة، خصوصًا تلك القائمة على مفاهيم بدائية حسية.
- يبدو وكأن هناك حالات يعني بها جهلنا أو اقترافنا لخطأ يخص فئة ما أنه إما أننا لا نعرف تعريف مفهوم ما، أو لدينا أفكار خاطئة عن ما قد ينطوي عليه مفهوم معين.
- يُعتبر جدال ويلارد فان أورمان كواين ضد الخاصية التحليلية في مقال عقيدتان للتجريبية (بالإنجليزية: Two Dogmas of Empiricism) جدالًا ضد التعاريف.
- لبعض المفاهيم انتماء مبهم. إذ توجد بعض الأشياء التي يُعتبر من الصعب تحديد انتمائها أو عدمه إلى فئة معينة. يُعتبر ذلك أمرًا غير ممكن في النظرية الكلاسيكية إذ يتمتع كل شيء بانتماء متساوٍ وكامل.
- وجدت روش تأثيرات نموذجية لا يمكن تفسيرها باستخدام النظرية الكلاسيكية للمفاهيم، وأدى وجود هذه التأثيرات إلى إطلاق نظرية النموذج.
- لا تُظهر التجارب النفسية وجود دليل على استخدامنا للمفاهيم بشكل تعريفات صارمة.

## قراءة إضافية
- Armstrong, S. L., Gleitman, L. R., & Gleitman, H. (1999). what some concepts might not be. In E. Margolis, & S. Lawrence, Concepts (pp. 225–261). Massachusetts: MIT press.
- Carey, S. (1999). knowledge acquisition: enrichment or conceptual change? In E. Margolis, & S. Lawrence, concepts: core readings (pp. 459–489). Massachusetts: MIT press.
- Fodor, J. A., Garrett, M. F., Walker, E. C., & Parkes, C. H. (1999). against definitions. In E. Margolis, & S. Lawrence, concepts: core readings (pp. 491–513). Massachusetts: MIT press.
- Fodor, J., & LePore, E. (1996). the pet fish and the red Herring: why concept still can't be prototypes. cognition, 253–270.
- Hume, D. (1739). book one part one: of the understanding of ideas, their origin, composition, connexion, abstraction etc. In D. Hume, a treatise of human nature. England.
- Murphy, G. (2004). Chapter 2. In G. Murphy, a big book of concepts (pp. 11 – 41). Massachusetts: MIT press.
- Murphy, G., & Medin, D. (1999). the role of theories in conceptual coherence. In E. Margolis, & S. Lawrence, concepts: core readings (pp. 425–459). Massachusetts: MIT press.
- Prinz, J. J. (2002). Desiderata on a Theory of Concepts. In J. J. Prinz, Furnishing the Mind: Concepts and their Perceptual Basis (pp. 1–23). Massechusettes: MIT press.
- Putnam, H. (1999). is semantics possible? In E. Margolis, & S. Lawrence, concepts: core readings (pp. 177–189). Massachusetts: MIT press.
- Quine, W. (1999). two dogmas of empiricism. In E. Margolis, & S. Lawrence, concepts: core readings (pp. 153–171). Massachusetts: MIT press.
- Rey, G. (1999). Concepts and Stereotypes. In E. Margolis, & S. Laurence (Eds.), Concepts: Core Readings (pp. 279–301). Cambridge, Massachusetts: MIT Press.
- Rosch, E. (1977). Classification of real-world objects: Origins and representations in cognition. In P. Johnson-Laird, & P. Wason, Thinking: Readings in Cognitive Science (pp. 212–223). Cambridge: Cambridge University Press.
- Rosch, E. (1999). Principles of Categorization. In E. Margolis, & S. Laurence (Eds.), Concepts: Core Readings (pp. 189–206). Cambridge, Massachusetts: MIT Press.
- Schneider, S. (2011). Concepts: A Pragmatist Theory. In S.Schneider, The Language of Thought: a New Direction. Mass.: MIT Press.
- Wittgenstein, L. (1999). philosophical investigations: sections 65–78. In E. Margolis, & S. Lawrence, concepts: core readings (pp. 171–175). Massachusetts: MIT press.
- The History of Calculus and its Conceptual Development, كارل بنجامين بوير، منشورات دوفر  [لغات أخرى]‏, ISBN 0-486-60509-4
- The Writings of William James, دار نشر جامعة شيكاغو، ISBN 0-226-39188-4
- منطق, إيمانويل كانت، Dover Publications, ISBN 0-486-25650-2
- نظام المنطق, John Stuart Mill, University Press of the Pacific, ISBN 1-4102-0252-6
- Parerga and Paralipomena, Arthur Schopenhauer, Volume I, دار نشر جامعة أكسفورد، ISBN 0-19-824508-4
- Kant's Metaphysic of Experience, H. J. Paton, London: Allen & Unwin, 1936
- Conceptual Integration Networks. Gilles Fauconnier and Mark Turner, 1998. Cognitive Science. Volume 22, number 2 (April–June 1998), pages 133–187.
- The Portable Nietzsche, Penguin Books, 1982, ISBN 0-14-015062-5
- Stephen Laurence and Eric Margolis "Concepts and Cognitive Science". In Concepts: Core Readings, ميت بريس pp. 3–81, 1999.
- Birger Hjørland. (2009). Concept Theory. Journal of the American Society for Information Science and Technology, 60(8), 1519–1536
- Georgij Yu. Somov (2010). Concepts and Senses in Visual Art: Through the example of analysis of some works by بيتر بروغل الأكبر. Semiotica 182 (1/4), 475–506.
- Daltrozzo J, Vion-Dury J, Schön D. (2010). Music and Concepts. Horizons in Neuroscience Research 4: 157–167.

## روابط خارجية
- مفهوم على موقع فيلبابيرس
- مفهوم  على موسوعة ستانفورد للفلسفة
- مفهوم على موقع مشروع إنديانا لعلم الوجود الفلسفي
- مفهوم entry in the موسوعة الإنترنت للفلسفة
- مفهوم entry in the موسوعة الإنترنت للفلسفة
- مفهوم entry in the موسوعة الإنترنت للفلسفة
- Blending and Conceptual Integration
- Conceptual Science and Mathematical Permutations نسخة محفوظة 20 أكتوبر 2009 على موقع واي باك مشين.
- Concept Mobiles Latest concepts
- v:Conceptualize: A Wikiversity Learning Project
- Concept simultaneously translated in several languages and meanings
- TED-Ed Lesson on ideasthesia (sensing concepts)
- What is a concept?--"It is an assumption.", sometimes.